# Колумбија на Светском првенству у атлетици на отвореном 2023.
Колумбија је учествовала на 19. Светском првенству у атлетици на отвореном 2023. одржаном у Будимпешти од 19. до 27. августа деветнаести пут, односно, учествовала је на свим првенствима до данас. Репрезентацију Колумбије представљала су 15 учесника (7 мушкарца и 8 жене) који су се такмичили у 12 дисциплина (5 мушких и 7 женских).,
На овом првенству Индија је по броју освојених медаља делила 27. место са 1 сребрном медаљом. У табели успешности (према броју и пласману такмичара који су учествовали у финалним такмичењима (првих 8 такмичара) Колумбија је са 1 учесником у финалу делила 49. место са 7 бодова.
| Плас. | Земља     | 1. место | 2. место | 3. место | 4. место | 5. место | 6. место | 7. место | 8. место | Бр. финал. | Бод. |
| ----- | --------- | -------- | -------- | -------- | -------- | -------- | -------- | -------- | -------- | ---------- | ---- |
| =49.  | Колумбија | 0        | 1        | 0        | 0        | 0        | 0        | 0        | 0        | 1          | 7    |

## Учесници
| Мушкарци: - Емануел Арчибалд — 100 м - Антони Хосе Замбрано — 400 м - Еидер Аревало — 20 км ходање, 35 км ходање - Цезар Алберто Ерера Кортез — 20 км ходање - Хосе Монтања — 35 км ходање - Хуан Хосе Сото — 35 км ходање - Гајнер Морено — Троскок | Жене: - Евелис Агилар Јасмин — 400 м - Лорена Аренас — 20 км ходање - Arabelly Orjuela — 35 км ходање - Наталија Линарес — Скок удаљ - Мајра Александра Гавирија — Бацање кладива - Флор Денис Руиз Уртадо — Бацање копља - Марија Лучели Муриљо — Бацање копља - Martha Valeria Araújo Sinisterra — Седмобој |

## Освајачи медаља (1)

### Сребро (1)
- Флор Денис Руиз Уртадо — Бацање копља

## Резултати

### Мушкарци
| Атлетичар                  | Дисциплина   | Лични рекорд | Квалификације      | Квалификације      | Полуфинале           | Полуфинале           | Финале               | Финале               | Детаљи |
| Атлетичар                  | Дисциплина   | Лични рекорд | Резултат           | Место              | Резултат             | Место                | Резултат             | Место                | Детаљи |
| -------------------------- | ------------ | ------------ | ------------------ | ------------------ | -------------------- | -------------------- | -------------------- | -------------------- | ------ |
| Емануел Арчибалд           | 100 м        | 9,99         | 11,31              | 8. у гр. 6         | Није се квалификовао | Није се квалификовао | Није се квалификовао | 54 / 71 (75)         |        |
| Антони Хосе Замбрано       | 400 м        | 43,93 НР     | Дисквалификован    | Дисквалификован    | Није се квалификовао | Није се квалификовао | Није се квалификовао | Није се квалификовао |        |
| Еидер Аревало              | 20 км ходање | 1:18:53 НР   |                    |                    |                      |                      | 1:21:55              | 26 / 47 (50)         |        |
| Цезар Алберто Ерера Кортез | 20 км ходање | 1:22:07      | 1:27:47            | 46 / 47 (50)       |                      |                      |                      |                      |        |
| Хосе Монтања               | 35 км ходање | 2:30:46      | 2:31:45 ЛРС        | 17 / 33 (49)       |                      |                      |                      |                      |        |
| Еидер Аревало              | 35 км ходање | 2:25:21 НР   | Није завршио трку  | Није завршио трку  |                      |                      |                      |                      |        |
| Хуан Хосе Сото             | 35 км ходање | 2:31:39      | Дисквалификован    | Дисквалификован    |                      |                      |                      |                      |        |
| Гајнер Морено              | Троскок      | 16,70        | Без исправог скока | Без исправог скока |                      |                      | Није се квалификовао | Није се квалификовао |        |

### Жене
| Атлетичарка               | Дисциплина     | Лични рекорд | Квалификације | Квалификације | Полуфинале        | Полуфинале   | Финале                | Финале             | Детаљи |
| Атлетичарка               | Дисциплина     | Лични рекорд | Резултат      | Место         | Резултат          | Место        | Резултат              | Место              | Детаљи |
| ------------------------- | -------------- | ------------ | ------------- | ------------- | ----------------- | ------------ | --------------------- | ------------------ | ------ |
| Евелис Агилар Јасмин      | 400 м          | 51,35        | 51,27 кв, ЛР  | 5. у гр. 2    | 51,07(.064) ЛР    | 5. у гр. 2   | Није се квалификовала | 12 / 45            |        |
| Лорена Аренас             | 20 км ходање   | 1:30:56      |               |               |                   |              | Није завршила трку    | Није завршила трку |        |
| Arabelly Orjuela          | 35 км ходање   | 2:53:15      | 2:59:58 ЛРС   | 23 / 36 (47)  |                   |              |                       |                    |        |
| Наталија Линарес          | Скок удаљ      | 6,86         | 6,38          | 15. у гр. Б   |                   |              | Нису се квалификовале | 25 / 34 (36)       |        |
| Мајра Александра Гавирија | Бацање кладива | 68,61        | 66,82         | 16. у гр. А   | 33 / 35 (36)      |              | Нису се квалификовале |                    |        |
| Флор Денис Руиз Уртадо    | Бацање копља   | 63,84        | 62,05 КВ, ЛРС | 2. у гр. Б    | 65,47 ЈАР, НР, ЛР |              |                       |                    |        |
| Марија Лучели Муриљо      | Бацање копља   | 61,46        | 62,72 КВ, ЛР  | 4. у гр. А    | 54,85             | 11 / 34 (36) |                       |                    |        |

#### Седмобој
| Дисциплина    | Martha Valeria Araújo Sinisterra | Martha Valeria Araújo Sinisterra | Martha Valeria Araújo Sinisterra | Martha Valeria Araújo Sinisterra | Martha Valeria Araújo Sinisterra | Martha Valeria Araújo Sinisterra |
| Дисциплина    | Лични рекорд                     | Резултат                         | Бод.                             | Плас.                            | Укупно                           | Плас.                            |
| ------------- | -------------------------------- | -------------------------------- | -------------------------------- | -------------------------------- | -------------------------------- | -------------------------------- |
| 100 м препоне | 13,34                            | 13,65                            | 1.028                            | 18.                              | 1.028                            | 18.                              |
| Скок увис     | 1,71                             | 1,65 ЛРС                         | 795                              | 23.                              | 1.823                            | 21.                              |
| Бацање кугле  | 13,71                            | 12,71                            | 708                              | 22.                              | 2.531                            | 22.                              |
| 200 м         | 24,69                            | 25,67                            | 826                              | 20.                              | 3.357                            | 21.                              |
| Скок удаљ     | 6,27                             | 5,90                             | 819                              | 15.                              | 4.176                            | 17.                              |
| Бацање копља  | 54,22                            | 44,87                            | 819                              | 11.                              | 4.937                            | 18.                              |
| 800 м         | 2:18,33                          | НС                               |                                  |                                  |                                  |                                  |
| Седмобој      | 6.274                            |                                  |                                  |                                  |                                  | НЗ                               |